# Grammy Awards 2024
Die Vergabe der Grammy Awards 2024 war die 66. Verleihung des wichtigsten US-amerikanischen Musikpreises. Musiker, Liedautoren, Produzenten und weitere Musikschaffende wurden für ihre Leistungen im Zeitraum vom 1. Oktober 2022 bis zum 15. September 2023 mit einem Grammy, einer Trophäe in Form eines Grammophons, ausgezeichnet. 94 Kategorien gab es in diesem Jahr, neu hinzugekommen sind drei Kategorien: Best African Music Performance, Best Alternative Jazz Album und Best Pop Dance Recording.
Zusätzlich gab es eine größere Neuorganisation: Die von der Recording Academy eingeladenen Juroren konnten ihre Stimmen in ihrem Fachbereich und zusätzlich in allen allgemeinen Kategorien abgeben. Damit sie sich gleichmäßiger beteiligen konnten, wurden die spezifischen Felder neu aufgeteilt und von 26 auf nur noch 11 reduziert. Zusätzlich wurden der Produzent des Jahres und der Songwriter des Jahres (ohne Klassik) zu übergreifenden Hauptkategorien gemacht.
Nach der ersten Wahlrunde wurden die Nominierungen im Rahmen einer Show am 10. November 2023 bekanntgegeben. In den Genrekategorien und den zwei neuen Hauptkategorien wurden jeweils fünf Kandidaten, in den alten Hauptkategorien jeweils acht Kandidaten (im Vorjahr waren es noch zehn Kandidaten) bekanntgegeben, aus denen in einer zweiten Runde am Jahresende die Grammygewinner gewählt wurden. Am 4. Februar 2024 fand wie im Vorjahr in der Crypto.com Arena in Los Angeles die Verleihungszeremonie der 66. Grammy Awards statt.

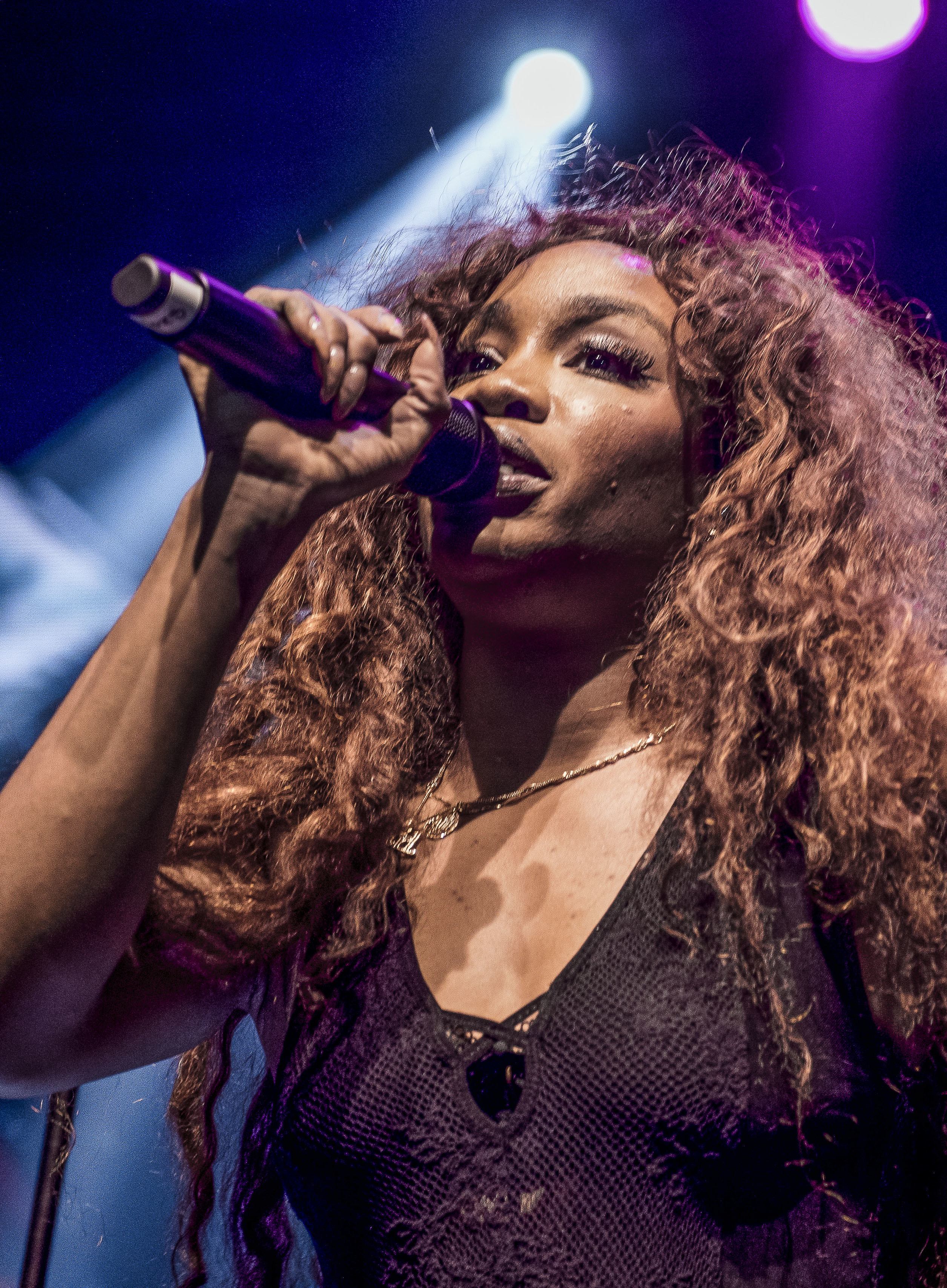
Favoritin auf den Grammy: Sängerin SZA

Als Favoritin in die Preisverleihung ging die US-amerikanische Singer-Songwriterin SZA, die Chancen auf neun Grammys hatte. Nominiert wurde sie unter anderem für ihren Song Kill Bill und das Album SOS. Jeweils sieben Mal berücksichtigt wurden die Indie-Rock-Musikerin Phoebe Bridgers, die Pop- und R&B-Sängerin Victoria Monét sowie der Toningenieur und Mixer Serban Ghenea. Insgesamt dominierten Künstlerinnen die Bekanntgabe der Nominierungen, darunter Taylor Swift, Olivia Rodrigo, Miley Cyrus und die Band Boygenius. Swift stellte mit der Nominierung ihres Songs Anti-Hero in der Kategorie Song des Jahres einen neuen Rekord auf – es war das siebte Mal, dass sie in dieser Kategorie vorgeschlagen wurde. In der prestigeträchtigen Kategorie Album des Jahres war als einziger männlicher Künstler Jon Batiste (World Music Radio) vertreten. Elf Nominierungen erhielt der Kinofilm Barbie.

## Hauptkategorien
Single des Jahres (Record of the Year):
- Flowers von Miley Cyrus
- nominiert waren außerdem:
  - Worship von Jon Batiste
  - Not Strong Enough von Boygenius
  - What Was I Made For? von Billie Eilish
  - On My Mama von Victoria Monét
  - Vampire von Olivia Rodrigo
  - Anti-Hero von Taylor Swift
  - Kill Bill von SZA

Album des Jahres (Album of the Year):
- Midnights von Taylor Swift
- nominiert waren außerdem:
  - World Music Radio von Jon Batiste
  - The Record von Boygenius
  - Endless Summer Vacation von Miley Cyrus
  - Did You Know That There’s a Tunnel Under Ocean Blvd von Lana Del Rey
  - The Age of Pleasure von Janelle Monáe
  - Guts von Olivia Rodrigo
  - SOS von SZA

Song des Jahres (Song of the Year):
- What Was I Made For? von Billie Eilish (Autoren: Billie Eilish O’Connell, Finneas O’Connell)
- nominiert waren außerdem:
  - A&W von Lana Del Rey (Autoren: Jack Antonoff, Lana Del Rey, Sam Dew)
  - Anti-Hero von Taylor Swift (Autorin: Taylor Swift)
  - Butterfly von Jon Batiste (Autoren: Jon Batiste, Dan Wilson)
  - Dance the Night von Dua Lipa (Autoren: Caroline Ailin, Dua Lipa, Mark Ronson, Andrew Wyatt)
  - Flowers von Miley Cyrus (Autoren: Miley Cyrus, Gregory Aldae Hein, Michael Pollack)
  - Kill Bill von SZA (Autoren: Rob Bisel, Carter Lang, Solána Rowe)
  - Vampire von Olivia Rodrigo (Autoren: Daniel Nigro, Olivia Rodrigo)

Bester neuer Künstler (Best New Artist):
- Victoria Monét
- nominiert waren außerdem:
  - Gracie Abrams
  - Fred Again
  - Ice Spice
  - Jelly Roll
  - Coco Jones
  - Noah Kahan
  - The War and Treaty

Produzent des Jahres (ohne Klassik) (Producer of the Year, Non-Classical):
- Jack Antonoff
- nominiert waren außerdem:
  - Dernst Emile II
  - Hit-Boy
  - Metro Boomin
  - Daniel Nigro

Songwriter des Jahres (ohne Klassik) (Songwriter of the Year, Non-Classical):
- Theron Thomas
- nominiert waren außerdem:
  - Edgar Barrera
  - Jessie Jo Dillon
  - Shane McAnally
  - Justin Tranter

## Pop – Dance/Electronic Music
Beste Pop-Solodarbietung (Best Pop Solo Performance):
- Flowers von Miley Cyrus
- nominiert waren außerdem:
  - Paint the Town Red von Doja Cat
  - What Was I Made For? von Billie Eilish
  - Vampire von Olivia Rodrigo
  - Anti-Hero von Taylor Swift

Beste Popdarbietung eines Duos / einer Gruppe (Best Pop Duo / Group Performance):
- Ghost in the Machine von SZA featuring Phoebe Bridgers
- nominiert waren außerdem:
  - Thousand Miles von Miley Cyrus featuring Brandi Carlile
  - Candy Necklace von Lana Del Rey featuring Jon Batiste
  - Never Felt So Alone von Labrinth featuring Billie Eilish
  - Karma von Taylor Swift featuring Ice Spice

Bestes Gesangsalbum – Pop (Best Pop Vocal Album):
- Midnights von Taylor Swift
- nominiert waren außerdem:
  - Chemistry von Kelly Clarkson
  - Endless Summer Vacation von Miley Cyrus
  - Guts von Olivia Rodrigo
  - − (Subtract) von Ed Sheeran

Beste Dance-Aufnahme (Best Dance/Electronic Recording):
- Rumble von Skrillex, Fred Again & Flowdan
- nominiert waren außerdem:
  - Blackbox Life Recorder 21F von Aphex Twin
  - Loading von James Blake
  - Higher Than Ever Before von Disclosure
  - Strong von Romy & Fred Again

Beste Pop-Dance-Aufnahme (Best Pop Dance Recording):
- Padam Padam von Kylie Minogue
- nominiert waren außerdem:
  - Baby Don’t Hurt Me von David Guetta, Anne-Marie & Coi Leray
  - Miracle von Calvin Harris featuring Ellie Goulding
  - One in a Million von Bebe Rexha & David Guetta
  - Rush von Troye Sivan

Bestes Dance-/Electronic-Album (Best Dance/Electronic Music Album):
- Actual Life 3 von Fred Again
- nominiert waren außerdem:
  - Playing Robots into Heaven von James Blake
  - For That Beautiful Feeling von den Chemical Brothers
  - Kx5 von Kx5
  - Quest for Fire von Skrillex

## Rock – Metal – Alternative Music
Beste Rock-Darbietung (Best Rock Performance):
- Not Strong Enough von Boygenius
- nominiert waren außerdem:
  - Sculptures of Anything Goes von den Arctic Monkeys
  - More Than a Love Song von den Black Pumas
  - Rescued von den Foo Fighters
  - Lux Æterna von Metallica

Beste Metal-Darbietung (Best Metal Performance):
- 72 Seasons von Metallica
- nominiert waren außerdem:
  - Bad Man von Disturbed
  - Phantom of the Opera von Ghost
  - Hive Mind von Slipknot
  - Jaded von Spiritbox

Bester Rocksong (Best Rock Song):
- Not Strong Enough von Boygenius (Autoren: Julien Baker, Phoebe Bridgers, Lucy Dacus)
- nominiert waren außerdem:
  - Angry von den Rolling Stones (Autoren: Mick Jagger, Keith Richards, Andrew Watt)
  - Ballad of a Homeschooled Girl von Olivia Rodrigo (Autoren: Daniel Nigro, Olivia Rodrigo)
  - Emotion Sickness von den Queens of the Stone Age (Autoren: Dean Fertita, Joshua Homme, Michael Shuman, Jon Theodore, Troy Van Leeuwen)
  - Rescued von den Foo Fighters (Autoren: Dave Grohl, Rami Jaffee, Nate Mendel, Chris Shiflett, Pat Smear)

Bestes Rock-Album (Best Rock Album):
- This Is Why von Paramore
- nominiert waren außerdem:
  - But Here We Are von den Foo Fighters
  - Starcatcher von Greta Van Fleet
  - 72 Seasons von Metallica
  - In Times New Roman von den Queens of the Stone Age

Beste Alternative-Darbietung (Best Alternative Music Performance):
- This Is Why von Paramore
- nominiert waren außerdem:
  - Belinda Says von Alvvays
  - Body Paint von den Arctic Monkeys
  - Cool About It von Boygenius
  - A&W von Lana Del Rey

Bestes Alternative-Album (Best Alternative Music Album):
- The Record von Boygenius
- nominiert waren außerdem:
  - The Car von den Arctic Monkeys
  - Did You Know That There’s a Tunnel Under Ocean Blvd von Lana Del Rey
  - Cracker Island von den Gorillaz
  - I Inside the Old Year Dying von PJ Harvey

## R&B – Rap – Spoken Word Poetry
Beste R&B-Darbietung (Best R&B Performance):
- ICU von Coco Jones
- nominiert waren außerdem:
  - Summer Too Hot von Chris Brown
  - Back to Love von Robert Glasper featuring SiR & Alex Isley
  - How Does It Make You Feel von Victoria Monét
  - Kill Bill von SZA

Beste Darbietung – Traditioneller R&B (Best Traditional R&B Performance):
- Good Morning von PJ Morton featuring Susan Carol
- nominiert waren außerdem:
  - Simple von Babyface featuring Coco Jones
  - Lucky von Kenyon Dixon
  - Hollywood von Victoria Monét featuring Earth, Wind and Fire & Hazel Monét
  - Love Language von SZA

Bester R&B-Song (Best R&B Song):
- Snooze von SZA (Autoren: Kenny B. Edmonds, Blair Ferguson, Khris Riddick-Tynes, Solána Rowe, Leon Thomas)
- nominiert waren außerdem:
  - Angel von Halle (Autoren: Halle Bailey, Theron Feemster, Coleridge Tillman)
  - Back to Love von Robert Glasper featuring SiR & Alex Isley (Autoren: Darryl Andrew Farris, Robert Glasper, Alexandra Isley)
  - ICU von Coco Jones (Autoren: Darhyl Camper Jr., Courtney Jones, Raymond Komba, Roy Keisha Rockette)
  - On My Mama von Victoria Monét (Autoren: Dernst Emile II, Jeff Gitelman, Victoria Monét, Kyla Moscovich, Jamil Pierre, Charles Williams)

Bestes Progressive-R&B-Album (Best Progressive R&B Album):
- SOS von SZA
- nominiert waren außerdem:
  - Since I Have a Lover von 6lack
  - The Love Album: Off the Grid von Diddy
  - Nova von Terrace Martin und James Fauntleroy
  - The Age of Pleasure von Janelle Monáe

Bestes R&B-Album (Best R&B Album):
- Jaguar II von Victoria Monét
- nominiert waren außerdem:
  - Girls Night Out von Babyface
  - What I Didn’t Tell You (Deluxe) von Coco Jones
  - Special Occasion von Emily King
  - Clear 2: Soft Life EP von Summer Walker

Beste Rap-Darbietung (Best Rap Performance):
- Scientists & Engineers von Killer Mike featuring André 3000, Future und Eryn Allen Kane
- nominiert waren außerdem:
  - The Hillbillies von Baby Keem featuring Kendrick Lamar
  - Love Letter von Black Thought
  - Rich Flex von Drake & 21 Savage
  - Players von Coi Leray

Beste Melodic-Rap-Darbietung (Best Melodic Rap Performance):
- All My Life von Lil Durk featuring J. Cole
- nominiert waren außerdem:
  - Sittin’ on Top of the World von Burna Boy featuring 21 Savage
  - Attention von Doja Cat
  - Spin Bout U von Drake & 21 Savage
  - Low von SZA

Bester Rap-Song (Best Rap Song):
- Scientists & Engineers von Killer Mike featuring André 3000, Future und Eryn Allen Kane (Autoren: André Benjamin, Paul Beauregard, James Blake, Michael Render, Tim Moore, Dion Wilson)
- nominiert waren außerdem:
  - Attention von Doja Cat (Autoren: Rogét Chahayed, Amala Zandile Dlamini, Ari Starace)
  - Barbie World von Nicki Minaj & Ice Spice featuring Aqua (Autoren: Isis Naija Gaston, Ephrem Louis Lopez Jr., Onika Maraj)
  - Just Wanna Rock von Lil Uzi Vert (Autoren: Mohamad Camara, Symere Woods, Javier Mercado)
  - Rich Flex von Drake & 21 Savage (Autoren: Brytavious Chambers, Isaac De Boni, Aubrey Graham, J. Gwin, Anderson Hernandez, Michael Mule, Shéyaa Bin Abraham-Joseph)

Bestes Rap-Album (Best Rap Album):
- Michael von Killer Mike
- nominiert waren außerdem:
  - Her Loss von Drake & 21 Savage
  - Heroes & Villains von Metro Boomin
  - King’s Disease III von Nas
  - Utopia von Travis Scott

Bestes Gedichtvortragsalbum (Best Spoken Word Poetry Album):
- The Light Inside von J. Ivy
- nominiert waren außerdem:
  - A-You’re Not Wrong B-They’re Not Either: The Fukc-It Pill Revisited von Queen Sheba
  - For Your Consideration ’24 – The Album von Prentice Powell und Shawn William
  - Grocery Shopping with My Mother von Kevin Powell
  - When the Poems Do What They Do von Aja Monet

## Jazz – traditioneller Pop – zeitgenössische Instrumentalmusik – Musical-Theater
Beste Jazz-Darbietung (Best Jazz Performance):
- Tight von Samara Joy
- nominiert waren außerdem:
  - Movement 18' (Heroes) von Jon Batiste
  - Basquiat von Lakecia Benjamin
  - Vulnerable (live) von Adam Blackstone featuring the Baylor Project & Russell Ferranté
  - But Not for Me von Fred Hersch & Esperanza Spalding

Bestes Jazz-Gesangsalbum (Best Jazz Vocal Album):
- How Love Begins von Nicole Zuraitis
- nominiert waren außerdem:
  - For Ella 2 von Patti Austin featuring Gordon Goodwin’s Big Phat Band
  - Alive at the Village Vanguard von Fred Hersch & Esperanza Spalding
  - Lean In von Gretchen Parlato & Lionel Loueke
  - Mélusine von Cécile McLorin Salvant

Bestes Jazz-Instrumentalalbum (Best Jazz Instrumental Album):
- The Winds of Change von Billy Childs
- nominiert waren außerdem:
  - The Source von Kenny Barron
  - Phoenix von Lakecia Benjamin
  - Legacy: The Instrumental Jawn von Adam Blackstone
  - Dream Box von Pat Metheny

Bestes Album eines Jazz-Großensembles (Best Large Jazz Ensemble Album):
- Basie Swings the Blues vom Count Basie Orchestra unter Leitung von Scotty Barnhart
- nominiert waren außerdem:
  - The Chick Corea Symphony Tribute – Ritmo von ADDA Simfònica, Josep Vicent, Emilio Solla
  - Dynamic Maximum Tension von Darcy James Argue’s Secret Society
  - Olympians von Vince Mendoza und dem Metropole Orkest
  - The Charles Mingus Centennial Sessions von der Mingus Big Band

Bestes Latin-Jazz-Album (Best Latin Jazz Album):
- El arte del Bolero vol. 2 von Miguel Zenón & Luis Perdomo
- nominiert waren außerdem:
  - Quietude von Eliane Elias
  - My Heart Speaks von Ivan Lins mit dem Tblisi Symphony Orchestra
  - Vox humana von der Bobby Sanabria Multiverse Big Band
  - Cometa von Luciana Souza und dem Trio Corrente

Bestes Alternative-Jazz-Album (Best Alternative Jazz Album):
- The Omnichord Real Book von Meshell Ndegeocello
- nominiert waren außerdem:
  - Love in Exile von Arooj Aftab, Vijay Iyer, Shahzad Ismaily
  - Quality over Opinion von Louis Cole
  - SuperBlue: The Iridescent Spree von Kurt Elling, Charlie Hunter, SuperBlue
  - Live at the Piano von Cory Henry

Bestes Gesangsalbum – Traditioneller Pop (Best Traditional Pop Vocal Album):
- Bewitched von Laufey
- nominiert waren außerdem:
  - To Steve with Love: Liz Callaway Celebrates Sondheim von Liz Callaway
  - Pieces of Treasure von Rickie Lee Jones
  - Holidays Around the World von den Pentatonix
  - Only the Strong Survive von Bruce Springsteen
  - Sondheim Unplugged (The NYC Sessions), Vol. 3 von verschiedenen Interpreten

Bestes zeitgenössisches Instrumentalalbum (Best Contemporary Instrumental Album):
- As We Speak von Béla Fleck, Zakir Hussain & Edgar Meyer featuring Rakesh Chaurasia
- nominiert waren außerdem:
  - On Becoming von House of Waters
  - Jazz Hands von Bob James
  - The Layers von Julian Lage
  - All One von Ben Wendel

Bestes Musical-Theater-Album (Best Musical Theater Album):
- Some Like It Hot von der Original Broadway Cast mit Christian Borle, J. Harrison Ghee, Adrianna Hicks und Natasha Yvette Williams (Produzenten: Mary-Mitchell Campbell, Bryan Carter, Scott M. Riesett, Charlie Rosen, Marc Shaiman; Musik: Marc Shaiman; Text: Scott Wittman, Marc Shaiman)
- nominiert waren außerdem:
  - Kimberly Akimbo von der Original Broadway Cast (Produzenten: John Clancy, David Stone, Jeanine Tesori; Musik: Jeanine Tesori; Text: David Lindsay-Abaire)
  - Parade von der 2023 Broadway Cast mit Micaela Diamond, Alex Joseph Grayson, Jake Pedersen und Ben Platt (Produzenten: Jason Robert Brown, Jeffrey Lesser; Text und Musik: Jason Robert Brown)
  - Shucked von der Original Broadway Cast (Produzenten: Brandy Clark, Jason Howland, Shane McAnally, Billy Jay Stein; Text und Musik: Brandy Clark, Shane McAnally)
  - Sweeney Todd: The Demon Barber of Fleet Street von der 2023 Broadway Cast mit Annaleigh Ashford und Josh Groban (Produzenten: Thomas Kail, Alex Lacamoire; Text und Musik: Stephen Sondheim)

## Country – Musik mit amerikanischen Wurzeln (American Roots)
Beste Country-Solodarbietung (Best Country Solo Performance):
- White Horse von Chris Stapleton
- nominiert waren außerdem:
  - In Your Love von Tyler Childers
  - Buried von Brandy Clark
  - Fast Car von Luke Combs
  - The Last Thing on My Mind von Dolly Parton

Beste Countrydarbietung eines Duos oder einer Gruppe (Best Country Duo/Group Performance):
- I Remember Everything von Zach Bryan featuring Kacey Musgraves
- nominiert waren außerdem:
  - High Note von Dierks Bentley featuring Billy Strings
  - Nobody’s Nobody von Brothers Osborne
  - Kissing Your Picture (Is So Cold) von Vince Gill & Paul Franklin
  - Save Me von Jelly Roll mit Lainey Wilson
  - We Don’t Fight Anymore von Carly Pearce featuring Chris Stapleton

Bester Countrysong (Best Country Song):
- White Horse von Chris Stapleton (Autoren: Chris Stapleton, Dan Wilson)
- nominiert waren außerdem:
  - Buried von Brandy Clark (Autorinnen: Brandy Clark, Jessie Jo Dillon)
  - I Remember Everything von Zach Bryan featuring Kacey Musgraves (Autoren: Zach Bryan, Kacey Musgraves)
  - In Your Love von Tyler Childers (Autoren: Tyler Childers, Geno Seale)
  - Last Night von Morgan Wallen (Autoren: John Byron, Ashley Gorley, Jacob Kasher Hindlin, Ryan Vojtesak)

Bestes Countryalbum (Best Country Album):
- Bell Bottom Country von Lainey Wilson
- nominiert waren außerdem:
  - Rolling Up the Welcome Mat von Kelsea Ballerini
  - Brothers Osborne von Brothers Osborne
  - Zach Bryan von Zach Bryan
  - Rustin’ in the Rain von Tyler Childers

Beste American-Roots-Darbietung (Best American Roots Performance):
- Eve Was Black von Allison Russell
- nominiert waren außerdem:
  - Butterfly von Jon Batiste
  - Heaven Help Us All von den Blind Boys of Alabama
  - Inventing the Wheel von Madison Cunningham
  - You Louisiana Man von Rhiannon Giddens

Beste Americana-Darbietung (Best Americana Performance):
- Dear Insecurity von Brandy Clark featuring Brandi Carlile
- nominiert waren außerdem:
  - Friendship von den Blind Boys of Alabama
  - Help Me Make It Through the Night von Tyler Childers
  - King of Oklahoma von Jason Isbell and the 400 Unit
  - The Returner von Allison Russell

Bestes American-Roots-Lied (Best American Roots Song):
- Cast Iron Skillet von Jason Isbell and the 400 Unit (Autoren: Jason Isbell)
- nominiert waren außerdem:
  - Blank Page von The War and Treaty (Autoren: Michael Trotter Jr., Tanya Trotter)
  - California Sober von Billy Strings featuring Willie Nelson (Autoren: Aaron Allen, William Apostol, Jon Weisberger)
  - Dear Insecurity von Brandy Clark featuring Brandi Carlile (Autoren: Brandy Clark, Michael Pollack)
  - The Returner von Allison Russell (Autoren: Drew Lindsay, JT Nero, Allison Russell)

Bestes Americana-Album (Best Americana Album):
- Weathervanes von Jason Isbell and the 400 Unit
- nominiert waren außerdem:
  - Brandy Clark von Brandy Clark
  - The Chicago Sessions von Rodney Crowell
  - You’re the One von Rhiannon Giddens
  - The Returner von Allison Russell

Bestes Bluegrass-Album (Best Bluegrass Album):
- City of Gold von Molly Tuttle & Golden Highway
- nominiert waren außerdem:
  - Radio John: Songs of John Hartford von Sam Bush
  - Lovin’ of the Game von Michael Cleveland
  - Mighty Poplar von Mighty Poplar
  - Bluegrass von Willie Nelson
  - Me/and/Dad von Billy Strings

Bestes traditionelles Blues-Album (Best Traditional Blues Album):
- All My Love for You von Bobby Rush
- nominiert waren außerdem:
  - Ridin’ von Eric Bibb
  - The Soul Side of Sipp von Mr. Sipp
  - Life Don’t Miss Nobody von Tracy Nelson
  - Teardrops for Magic Slim Live at Rosa’s Lounge von John Primer

Bestes zeitgenössisches Blues-Album (Best Contemporary Blues Album):
- Blood Harmony von Larkin Poe
- nominiert waren außerdem:
  - Death Wish Blues von Samantha Fish und Jesse Dayton
  - Healing Time von Ruthie Foster
  - Live in London von Christone “Kingfish” Ingram
  - LaVette! von Bettye LaVette

Bestes Folkalbum (Best Folk Album):
- Joni Mitchell at Newport (live) von Joni Mitchell
- nominiert waren außerdem:
  - Traveling Wildfire von Dom Flemons
  - I Only See the Moon von den Milk Carton Kids
  - Celebrants von Nickel Creek
  - Jubilee von der Old Crow Medicine Show
  - Seven Psalms von Paul Simon
  - Folkocracy von Rufus Wainwright

Bestes Album mit Musik mit regionalen Wurzeln (Best Regional Roots Music Album):
- New Beginnings von Buckwheat Zydeco Jr. and the Legendary Ils Sont Partis Band
- nominiert waren außerdem:
  - Live at the 2023 New Orleans Jazz & Heritage Festival von Dwayne Dopsie and the Zydeco Hellraisers
  - Live: Orpheum Theater Nola von den Lost Bayou Ramblers und dem Louisiana Philharmonic Orchestra
  - Made in New Orleans von der New Breed Brass Band
  - Too Much to Hold von den New Orleans Nightcrawlers
  - Live at the Maple Leaf von The Rumble featuring Chief Joseph Boudreaux Jr.

## Gospel – Christliche Popmusik
Beste Darbietung / bester Song Gospel (Best Gospel Performance/Song):
- All Things von Kirk Franklin (Autor: Kirk Franklin)
- nominiert waren außerdem:
  - God Is Good von Stanley Brown featuring Hezekiah Walker, Kierra Sheard & Karen Clark Sheard (Autoren: Stanley Brown, Karen V Clark Sheard, Kaylah Jiavanni Harvey, Rodney Jerkins, Elyse Victoria Johnson, J Drew Sheard II, Kierra Valencia Sheard, Hezekiah Walker)
  - Feel Alright (Blessed) von Erica Campbell (Autoren: Erica Campbell, Warryn Campbell, William Weatherspoon, Juan Winans, Marvin L. Winans)
  - Lord Do It for Me (live) von Zacardi Cortez (Autoren: Marcus Calyen, Zacardi Cortez, Kerry Douglas)
  - God Is von Melvin Crispell III

Beste Darbietung / bester Song der christlichen Popmusik (Best Contemporary Christian Music Performance/Song):
- Your Power von Lecrae & Tasha Cobbs Leonard (Autoren: Alexandria Dollar, Jordan Dollar, Antonio Gardener, Michael Girgenti, Lasanna “Ace” Harris, David Hein, Deandre Hunter, Dylan Hyde, Christian Louisiana, Patrick Darius Mix Jr., Lecrae Moore, Justin Pelham, Jeffrey Lawrence Shannon, Allen Swoope)
- nominiert waren außerdem:
  - Believe von Blessing Offor (Autoren: Hank Bentley, Blessing Offor)
  - Firm Foundation (He Won’t) (live) von Cody Carnes
  - Thank God I Do von Lauren Daigle (Autoren: Lauren Daigle, Jason Ingram)
  - Love Me Like I Am von For King & Country featuring Jordin Sparks
  - God Problems von Maverick City Music, Chandler Moore & Naomi Raine (Autoren: Daniel Bashta, Chris Davenport, Ryan Ellis, Naomi Raine)

Bestes Gospel-Album (Best Gospel Album):
- All Things New: Live in Orlando von Tye Tribbett
- nominiert waren außerdem:
  - I Love You von Erica Campbell
  - Hymns (live) von Tasha Cobbs Leonard
  - The Maverick Way von Maverick City Music
  - My Truth von Jonathan McReynolds

Bestes Album der christlichen Popmusik (Best Contemporary Christian Music Album):
- Church Clothes 4 von Lecrae
- nominiert waren außerdem:
  - My Tribe von Blessing Offor
  - Emanuel von Da Truth
  - Lauren Daigle von Lauren Daigle
  - I Believe von Phil Wickham

Bestes Roots-Gospel-Album (Best Roots Gospel Album):
- Echoes of the South von den Blind Boys of Alabama
- nominiert waren außerdem:
  - Tribute to the King vom Blackwood Brothers Quartet
  - Songs That Pulled Me Through the Tough Times von Becky Isaacs Bowman
  - Meet Me at the Cross von Brian Free & Assurance
  - Shine: The Darker the Night the Brighter the Light von der Gaither Vocal Band

## Latin – Global – African – Reggae – New Age, Ambient, or Chant
Bestes Latin-Pop-Album (Best Latin Pop Album):
- X mí (vol. 1) von Gaby Moreno
- nominiert waren außerdem:
  - La cuarta hoja von Pablo Alborán
  - Beautiful Humans, Vol. 1 von AleMor
  - A ciegas von Paula Arenas
  - La neta von Pedro Capó
  - Don Juan von Maluma

Bestes Música-Urbana-Album (Best Música Urbana Album):
- Mañana será bonito von Karol G
- nominiert waren außerdem:
  - Saturno von Rauw Alejandro
  - Data von Tainy

Bestes Latin-Rock- oder Alternative-Album (Best Latin Rock or Alternative Album):
- Vita cotidiana von Juanes
- De todas las flores von Natalia Lafourcade
- nominiert waren außerdem:
  - Martínez von Cabra
  - Leche de tigre von Diamante Eléctrico
  - EADDA9223 von Fito Páez

Bestes Album mit regionaler mexikanischer Musik einschließlich Tejano (Best Regional Mexican Music Album – Including Tejano):
- Génesis von Peso Pluma
- nominiert waren außerdem:
  - Bordado a mano von Ana Bárbara
  - La Sánchez von Lila Downs
  - Motherflower von Flor de Toloache
  - Amor como en las películas de antes von Lupita Infante

Bestes Tropical-Latinalbum (Best Tropical Latin Album):
- Siembra: 45° aniversario (en vivo en el Coliseo de Puerto Rico, 14 de Mayo 2022) von Rubén Blades con Roberto Delgado y Orquesta
- nominiert waren außerdem:
  - Voy a ti von Luis Figueroa
  - Niche sinfónico von Grupo Niche y Orquesta Sinfónica Nacional de Colombia
  - Vida von Omara Portuondo
  - Mimy & Tony von Mimy Succar & Tony Succar
  - Escalona nunca se había grabado así von Carlos Vives

Beste Darbietung globaler Musik (Best Global Music Performance):
- Pashto von Béla Fleck, Edgar Meyer & Zakir Hussain featuring Rakesh Chaurasia
- nominiert waren außerdem:
  - Shadow Forces von Arooj Aftab, Vijay Iyer & Shahzad Ismaily
  - Alone von Burna Boy
  - Feel von Davido
  - Milagro y disastre von Silvana Estrada
  - Abundance in Millets von Falu & Gaurav Shah (featuring PM Narendra Modi)
  - Todo colores von Ibrahim Maalouf featuring Cimafunk & Tank and the Bangas

Beste Darbietung afrikanischer Musik (Best African Music Performance):
- Water von Tyla
- nominiert waren außerdem:
  - Amapiano von Asake & Olamide
  - City Boys von Burna Boy
  - Unavailable von Davido featuring Musa Keys
  - Rush von Ayra Starr

Bestes Album mit globaler Musik (Best Global Music Album):
- This Moment von Shakti
- nominiert waren außerdem:
  - Epifanías von Susana Baca
  - History von Bokanté
  - I Told Them … von Burna Boy
  - Timeless von Davido

Bestes Reggae-Album (Best Reggae Album):
- Colors of Royal von Julian Marley & Antaeus
- nominiert waren außerdem:
  - Born for Greatness von Buju Banton
  - Simma von Beenie Man
  - Cali Roots Riddim 2023 von Collie Buddz
  - No Destroyer von Burning Spear

Bestes New-Age-, Ambient- oder Chant-Album (Best New Age, Ambient, or Chant Album):
- So She Howls von Carla Patullo featuring Tonality and the Scorchio Quartet
- nominiert waren außerdem:
  - Aquamarine von Kirsten Agresta-Copely
  - Moments of Beauty von Omar Akram
  - Some Kind of Peace (Piano Reworks) von Ólafur Arnalds
  - Ocean Dreaming Ocean von David Darling & Hans Christian

## Für Kinder – Comedy – Hörbuch, Erzählung und Storytelling – visuelle Medien – Musikvideo / -film
Bestes Kindermusikalbum (Best Children’s Music Album):
- We Grow Together Preschool Songs von 123 Andrés
- nominiert waren außerdem:
  - Ahhhhh! von Andrew & Polly
  - Ancestars von Pierce Freelon & Nnenna Frelon
  - Hip Hope for Kids! von DJ Willy Wow!
  - Taste the Sky von Uncle Jumbo

Bestes Comedyalbum (Best Comedy Album):
- What’s in a Name von Dave Chappelle
- nominiert waren außerdem:
  - I Wish You Would von Trevor Noah
  - I’m an Entertainer von Wanda Sykes
  - Selective Outrage von Chris Rock
  - Someone You Love von Sarah Silverman

Beste Hörbuch-, Erzählungs- und Storytelling-Aufnahme (Best Audio Book, Narration, and Storytelling Recording):
- The Light We Carry: Overcoming in Uncertain Times von Michelle Obama
- nominiert waren außerdem:
  - Big Tree von Meryl Streep
  - Boldly Go: Reflections on a Life of Awe and Wonder von William Shatner
  - The Creative Act: A Way of Being von Rick Rubin
  - It’s Ok to Be Angry About Capitalism von Senator Bernie Sanders

Bester zusammengestellter Soundtrack für visuelle Medien (Best Compilation Soundtrack for Visual Media):
- Barbie: The Album von verschiedenen Interpreten (Film Barbie)
- nominiert waren außerdem:
  - Aurora (TV-Serie Daisy Jones & the Six)
  - Black Panther: Wakanda Forever – Music from and Inspired By von verschiedenen Interpreten (Film Black Panther: Wakanda Forever)
  - Guardians of the Galaxy, Vol. 3: Awesome Mix, Vol. 3 von verschiedenen Interpreten (Film Guardians of the Galaxy, Vol. 3)
  - Weird: The Al Yankovic Story von Weird Al Yankovic (Film Weird: The Al Yankovic Story)

Bester komponierter Soundtrack für visuelle Medien (umfasst Film und Fernsehen) (Best Score Soundtrack for Visual Media – includes film and television):
- Oppenheimer von Ludwig Göransson (Komponist)
- nominiert waren außerdem:
  - Barbie von Mark Ronson & Andrew Wyatt (Komponisten)
  - Black Panther: Wakanda Forever von Ludwig Göransson (Komponist)
  - The Fabelmans von John Williams (Komponist)
  - Indiana Jones and the Dial of Destiny von John Williams (Komponist)

Bester komponierter Soundtrack für Videospiele und andere interaktive Medien (Best Score Soundtrack for Video Games and Other Interactive Media):
- Star Wars Jedi: Survivor von Stephen Barton & Gordy Haab (Komponisten)
- nominiert waren außerdem:
  - Call Of Duty®: Modern Warfare II von Sarah Schachner (Komponistin)
  - God of War Ragnarök von Bear McCreary (Komponist)
  - Hogwarts Legacy von Peter Murray, J. Scott Rakozy & Chuck E. Myers (Komponisten)
  - Stray Gods: The Roleplaying Musical von Jess Serro, Tripod & Austin Wintory (Komponisten)

Bester Song geschrieben für visuelle Medien (Best Song Written for Visual Media):
- What Was I Made For? von Billie Eilish (Autoren: Billie Eilish O’Connell, Finneas O’Connell; Film: Barbie)
- nominiert waren außerdem:
  - Barbie World von Nicki Minaj & Ice Spice featuring Aqua (Autoren: Isis Naija Gaston, Ephrem Louis Lopez Jr., Onika Maraj; Film: Barbie)
  - Dance the Night von Dua Lipa (Autoren: Caroline Ailin, Dua Lipa, Mark Ronson, Andrew Wyatt; Film: Barbie)
  - I’m Just Ken von Ryan Gosling (Autoren: Mark Ronson, Andrew Wyatt; Film: Barbie)
  - Lift Me Up von Rihanna (Autoren: Ryan Coogler, Ludwig Göransson, Robyn Fenty, Temilade Openiyi; Film: Black Panther: Wakanda Forever)

Bestes Musikvideo (Best Music Video):
- I’m Only Sleeping von den Beatles (Regie: Em Cooper; Produzenten: Jonathan Clyde, Sophie Hilton, Sue Loughlin, Laura Thomas)
- nominiert waren außerdem:
  - In Your Love von Tyler Childers (Regie: Bryan Schlam; Produzenten: Kacie Barton, Silas House, Nicholas Robespierre, Ian Thornton, Whitney Wolanin)
  - What Was I Made For? von Billie Eilish (Regie: Billie Eilish; Produzenten: Michelle An, Chelsea Dodson, David Moore)
  - Count Me Out von Kendrick Lamar (Regie: Dave Free, Kendrick Lamar; Produzenten: Jason Baum, Jamie Rabineau)
  - Rush von Troye Sivan (Regie: Gordon Von Steiner; Produzentin: Kelly McGee)

Bester Musikfilm (Best Music Film):
- Moonage Daydream von David Bowie (Regie: Brett Morgan; Produzent: Brett Morgan)
- nominiert waren außerdem:
  - How I’m Feeling Now von Lewis Capaldi (Regie: Joe Pearlman; Produzenten: Sam Bridger, Isabel Davis, Alice Rhodes)
  - Live from Paris, the Big Steppers Tour von Kendrick Lamar (Regie: Mike Carson, Dave Free, Mark Ritchie; Produzenten: Cornell Brown, Debra Davis, Jared Heinke, Jamie Rabineau)
  - I Am Everything von Little Richard (Regie: Lisa Cortés; Produzenten: Caryn Capotosto, Lisa Cortés, Robert Friedman, Liz Yale Marsh)
  - Dear Mama von Tupac Shakur (Regie: Allen Hughes; Produzenten: Joshua Garcia, Loren Gomez, James Jenkins, Stef Smith)

## Sonderausgaben – Begleittexte – Historisches
Bestes Aufnahme-Paket (Best Recording Package):
- Stumpwork von Dry Cleaning (Künstlerische Leitung: Luke Brooks, James Theseus Buck)
- nominiert waren außerdem:
  - The Art of Forgetting von Caroline Rose (Künstlerische Leitung: Caroline Rose)
  - Cadenza 21’ vom Ensemble Cadenza 21’ (Künstlerische Leitung: Cheng Hsing-hui)
  - Electrophonic Chronic von den Arcs (Künstlerische Leitung: Perry Shall)
  - Gravity Falls von Brad Breeck (Künstlerische Leitung: Iam8bit)
  - Migration von Leaf Yeh (Künstlerische Leitung: Yu Wei)

Bestes Paket als Box oder limitierte Sonderausgabe (Best Boxed or Special Limited Edition Package):
- For the Birds: The Birdsong Project von verschiedenen Interpreten (Künstlerische Leitung: Jeri Heiden, John Heiden)
- nominiert waren außerdem:
  - The Collected Works of Neutral Milk Hotel von Neutral Milk Hotel (Künstlerische Leitung: Jeff Mangum, Daniel Murphy, Mark Ohe)
  - Gieo von Ngot (Künstlerische Leitung: Duy Dao)
  - Inside (Deluxe Box Set) von Bo Burnham (Künstlerische Leitung: Bo Burnham, Daniel Calderwood)
  - Words & Music, May 1965 (Deluxe Edition) von Lou Reed (Künstlerische Leitung: Masaki Koike)

Bester Album-Begleittext (Best Album Notes):
- Written in Their Soul: The Stax Songwriter Demos von verschiedenen Interpreten (Verfasser: Robert Gordon, Deanie Parker)
- nominiert waren außerdem:
  - Evenings at the Village Gate: John Coltrane with Eric Dolphy (live) von John Coltrane & Eric Dolphy (Verfasser: Ashley Kahn)
  - I Can Almost See Houston: The Complete Howdy Glenn von Howdy Glenn (Verfasser: Scott B. Bomar)
  - Mogadishu’s Finest: The Al Uruba Sessions von der Iftin Band (Verfasser: Vik Sohonie)
  - Playing for the Man at the Door: Field Recordings from the Collection of Mack McCormick, 1958–1971 von verschiedenen Interpreten (Verfasser: Jeff Place, John Troutman)

Bestes historisches Album (Best Historical Album):
- Written in Their Soul: The Stax Songwriter Demos von verschiedenen Interpreten (Produzenten der Zusammenstellung: Robert Gordon, Deanie Parker, Cheryl Pawelski, Michele Smith, Mason Williams; Technik: Michael Graves)
- nominiert waren außerdem:
  - Fragments – Time out of Mind Sessions (1996–1997): The Bootleg Series, Vol. 17 von Bob Dylan (Produzenten der Zusammenstellung: Steve Berkowitz, Jeff Rosen; Technik: Steve Addabbo, Greg Calbi, Steve Fallone, Chris Shaw, Mark Wilder)
  - The Moaninest Moan of Them All: The Jazz Saxophone of Loren McMurray, 1920–1922 von verschiedenen Interpreten (Produzenten der Zusammenstellung: Colin Hancock, Meagan Hennessey, Richard Martin; Technik: Richard Martin)
  - Playing for the Man at the Door: Field Recordings from the Collection of Mack McCormick, 1958–1971 von verschiedenen Interpreten (Produzenten der Zusammenstellung: Jeff Place, John Troutman; Technik: Randy LeRoy, Charlie Pilzer, Mike Petillo)
  - Words & Music, May 1965 (Deluxe Edition) von Lou Reed (Produzenten der Zusammenstellung: Laurie Anderson, Don Fleming, Jason Stern, Matt Sullivan, Hal Willner; Technik: John Baldwin)

## Produktion, Technik, Komposition / Arrangement
Beste Abmischung eines Albums, ohne Klassik (Best Engineered Album, Non-Classical):
- Jaguar II von Victoria Monét (Technik: John Kercy, Kyle Mann, Victoria Monét, Patrizio Pigliapoco, Neal H. Pogue, Todd Robinson; Mastering: Colin Leonard)
- nominiert waren außerdem:
  - Desire, I Want to Turn into You von Caroline Polachek (Technik: Macks Faulkron, Daniel Harle, Caroline Polachek, Geoff Swan; Mastering: Mike Bozzi, Chris Gehringer)
  - History von Bokanté (Technik: Nic Hard; Mastering: David McNair)
  - Multitudes von Feist (Technik: Michael Harris, Robbie Lackritz, Joseph Lorge, Blake Mills)
  - The Record von Boygenius (Technik: Owen Lantz, Will Maclellan, Catherine Marks, Mike Mogis, Bobby Mota, Kaushlesh Purohit, Sarah Tudzin; Mastering: Pat Sullivan)

Beste Abmischung eines Albums, Klassik (Best Engineered Album, Classical):
- Contemporary American Composers vom Chicago Symphony Orchestra unter Leitung von Riccardo Muti (Technik: David Frost, Charlie Post, Silas Brown)
- nominiert waren außerdem:
  - The Blue Hour von Shara Nova & A Far Cry (Technik: Patrick Dillett, Mitchell Graham, Jesse Lewis, Kyle Pyke, Andrew Scheps, John Weston, Helge Sten)
  - Fandango von Anne Akiko Meyers, Gustavo Castillo und dem Los Angeles Philharmonic unter Leitung von Gustavo Dudamel (Technik: Alexander Lipay, Dmitriy Lipay)
  - Sanlikol: A Gentleman of Istanbul – Symphony for Strings, Percussion, Piano, Oud, Ney & Tenor von Mehmet Ali Sanlikol, George Lernis & A Far Cry (Technik: Christopher Moretti, John Weston, Shauna Barravecchio, Jesse Lewis)
  - Tchaikovsky: Symphony No. 5 & Schulhoff: Five Pieces vom Pittsburgh Symphony Orchestra unter Leitung von Manfred Honeck (Technik: Mark Donahue)

Klassikproduzent des Jahres (Producer of the Year, Classical):
- Elaine Martone
- nominiert waren außerdem:
  - David Frost
  - Morten Lindberg
  - Dmitriy Lipay
  - Brian Pidgeon

Beste Remix-Aufnahme (Best Remixed Recording):
- Wagging Tongue von Depeche Mode: Wet Leg Remix
- nominiert waren außerdem:
  - Alien Love Call von Turnstile & BadBadNotGood featuring Blood Orange: BadBadNotGood (Remixer)
  - New Gold von den Gorillaz featuring Tame Impala & Bootie Brown: Dom Dolla Remix
  - Reviver von Lane 8: Totally Enormous Extinct Dinosaurs Remix
  - Workin’ Hard von Mariah Carey: Terry Hunter Remix

Bestes Immersive-Audio-Album (Best Immersive Audio Album):
- The Diary of Alicia Keys von Alicia Keys (Technik: George Massenburg, Eric Schilling, Michael Romanowski, Alicia Keys, Ann Mincieli)
- nominiert waren außerdem:
  - Act 3 (Immersive Edition) von Ryan Ulyate (Technik: Ryan Ulyate, Michael Romanowski)
  - Blue Clear Sky von George Strait (Technik: Chuck Ainlay, Michael Romanowski)
  - God of War Ragnarök (Original Soundtrack) von Bear McCreary (Technik: Eric Schilling, Michael Romanwski, Kellogg Boynton, Peter Scaturro, Herbert Waltl)
  - Silence Between Songs von Madison Beer (Technik: Aaron Short)

Beste Instrumentalkomposition (Best Instrumental Composition):
- Helena’s Theme von John Williams (Komponist: John Williams)
- nominiert waren außerdem:
  - Amerikkan Skin von Lakecia Benjamin featuring Angela Davis (Komponist: Lakecia Benjamin)
  - Can You Hear the Music von Ludwig Göransson (Komponist: Ludwig Göransson)
  - Cutey and the Dragon vom Quartet San Francisco featuring Gordon Goodwin’s Big Phat Band (Komponist: Gordon Goodwin, Raymond Scott)
  - Motion von Béla Fleck, Edgar Meyer & Zakir Hussain featuring Rakesh Chaurasia (Komponist: Edgar Meyer)

Bestes Instrumental- oder A-cappella-Arrangement (Best Arrangement, Instrumental or A Cappella):
- Folsom Prison Blues von der String Revolution featuring Tommy Emmanuel (Arrangeur: John Carter Cash, Tommy Emmanuel, Markus Illko, Janet Robin, Roberto Luis Rodriguez)
- nominiert waren außerdem:
  - Angels We Have Heard on High von Just 6 (Arrangeur: Nkosilathi Emmanuel Sibanda)
  - Can You Hear the Music von Ludwig Göransson (Arrangeur: Ludwig Göransson)
  - I Remember Mingus von Hilario Durán and His Latin Jazz Big Band featuring Paquito D’Rivera (Arrangeur: Hilario Duran)
  - Paint It Black von Wednesday Addams (Arrangeur: Esin Aydingoz, Chris Bacon, Alana da Fonseca)

Bestes Arrangement von Instrumenten und Gesang (Best Arrangement, Instruments and Vocals):
- In the Wee Small Hours of the Morning von Säje featuring Jacob Collier (Arrangement: Erin Bentlage, Sara Gazarek, Johnaye Kendrick, Amanda Taylor, Jacob Collier)
- nominiert waren außerdem:
  - April in Paris von Patti Austin featuring Gordon Goodwin’s Big Phat Band (Arrangement: Gordon Goodwin)
  - Com que voz (live) von Maria Mendes featuring John Beasley & das Metropole Orkest (Arrangement: John Beasley, Maria Mendes)
  - Fenestra von Cécile McLorin Salvant (Arrangement: Goodwin Louis)
  - Lush Life von Samara Joy (Arrangement: Kendric McCallister)

## Klassische Musik
Beste Orchesterdarbietung (Best Orchestral Performance):
- Adès: Dante vom Los Angeles Philharmonic unter Leitung von Gustavo Dudamel
- nominiert waren außerdem:
  - Bartók: Concerto for Orchestra; Four Pieces vom Netherlands Radio Philharmonic Orchestra unter Leitung von Karina Canellakis
  - Price: Symphony No. 4; Dawson: Negro Folk Symphony vom Philadelphia Orchestra unter Leitung von Yannick Nézet-Séguin
  - Scriabin: Symphony No. 2; The Poem of Ecstasy vom Buffalo Philharmonic Orchestra unter Leitung von JoAnn Falletta
  - Stravinski: The Rite of Spring von der San Francisco Symphony unter Leitung von Esa-Pekka Salonen

Beste Opernaufnahme (Best Opera Recording):
- Blanchard: Champion von Ryan Speedo Green, Latonia Moore und Eric Owens mit dem Metropolitan Opera Orchestra and Chorus unter Leitung von Yannick Nézet-Séguin (Produzent: David Frost)
- nominiert waren außerdem:
  - Corigliano: The Lord of Cries von Anthony Roth Costanzo, Kathryn Henry, Jarrett Ott und David Portillo mit dem Boston Modern Orchestra Project & Odyssey Opera Chorus unter Leitung von Gil Rose (Produzent: Gil Rose)
  - Little: Black Lodge vom Timur and the Dime Museum und dem Isaura String Quartet (Produzenten: Andrew McKenna Lee, David T. Little)

Beste Chordarbietung (Best Choral Performance):
- Saariaho: Reconnaissance vom Uusinta Ensemble und dem Helsinki Chamber Choir unter Leitung von Nils Schweckendiek
- nominiert waren außerdem:
  - Carols After a Plague von The Crossing unter Leitung von Donald Nally
  - The House of Belonging vom Miró Quartet und Conspirare unter Leitung von Craig Hella Johnson
  - Ligeti: Lux aeterna vom San Francisco Symphony Chorus unter Leitung von Esa-Pekka Salonen
  - Rachmaninoff: All-Night Vigil vom Clarion Choir unter Leitung von Steven Fox

Beste Kammermusik-/Kleinensembledarbietung (Best Chamber Music/Small Ensemble Performance):
- Rough Magic von Roomful of Teeth
- nominiert waren außerdem:
  - American Stories von Anthony McGill und dem Pacifica Quartet
  - Beethoven for Three: Symphony No. 6, ‘Pastorale’ and Op. 1, No. 3 von Yo-Yo Ma, Emanuel Ax & Leonidas Kavakos
  - Between Breaths von Third Coast Percussion
  - Uncovered, Vol. 3: Coleridge-Taylor Perkinson, William Grant Still & George Walker vom Catalyst Quartet

Bestes klassisches Intrumentalsolo (Best Classical Instrumental Solo):
- The American Project von Yuja Wang mit Begleitung des Louisville Orchestras unter Leitung von Teddy Abrams
- nominiert waren außerdem:
  - Adams: Darkness and Scattered Light von Robert Black
  - Akiho: Cylinders von Andy Akiho
  - Difficult Grace von Seth Parker Woods
  - Of Love von Curtis Stewart

Bestes klassisches Sologesangsalbum (Best Classical Solo Vocal Album):
- Walking in the Dark von Julia Bullock mit Begleitung vom Philharmonia Orchestra unter Leitung von Christian Reif
- nominiert waren außerdem:
  - Because von Reginald Mobley mit Begleitung von Baptiste Trotignon (Klavier)
  - Broken Branches von Karim Sulayman mit Begleitung von Sean Shibe
  - 40@40 von Laura Strickling mit Begleitung von Daniel Schlosberg (Klavier)
  - Rising von Lawrence Brownlee mit Begleitung von Kevin J. Miller (Klavier)

Bestes klassisches Sammelprogramm (Best Classical Compendium):
- Passion for Bach and Coltrane von Alex Brown, dem Harlem Quartet, den Imani Winds, Edward Perez, Neal Smith und A. B. Spellman (Produzent: Silas Brown, Mark Dover)
- nominiert waren außerdem:
  - Fandango von Anne Akiko Meyers unter Leitung von Gustavo Dudamel (Produzent: Dmitriy Lipay)
  - Julius Eastman, Vol. 3: If You’re so Smart, Why Aren’t You Rich? unter Leitung von Christopher Rountree (Produzent: Lewis Pesacov)
  - Mazzoli: Dark with Excessive Bright von Peter Herresthal unter Leitung von Tim Weiss (Produzent: Hans Kipfer)
  - Sardinia von Chick Corea (Produzenten: Chick Corea, Bernie Kirsh)
  - Sculptures von Andy Akiho (Produzenten: Andy Akiho, Sean Dixon)
  - Zodiac Suite vom Aaron Diehl Trio und den Knights unter Leitung von Eric Jacobsen (Produzenten: Aaron Diehl, Eric Jacobsen)

Beste zeitgenössische klassische Komposition (Best Contemporary Classical Composition):
- Rounds von Jessie Montgomery (Interpreten: Awadagin Pratt, A Far Cry und Roomful of Teeth)
- nominiert waren außerdem:
  - Dante von Thomas Adès (Interpreten: Los Angeles Philharmonic unter Leitung von Gustavo Dudamel)
  - In That Space, at That Time von Andy Akiho (Interpreten: Andy Akiho und die Omaha Symphony unter Leitung von Ankush Kumar Bahl)
  - Psychedelics von William Brittelle (Interpreten: Roomful of Teeth)
  - Dark with Excessive Bright von Missy Mazzoli (Interpreten: Peter Herresthal und das Bergen Philharmonic unter Leitung von James Gaffigan)